# Hatunau
Hatunau ist ein osttimoresischer Ort im Suco Vatuvou (Verwaltungsamt Maubara, Gemeinde Liquiçá). Er liegt im Nordwesten der Aldeia Lebucailiti in einer Meereshöhe von 691 m. Der Weiler ist über eine kleine Straße mit dem Küstenort Vatu-Nau im Norden verbunden.